# Aloe ramosa
Aloe ramosa é uma espécie de liliopsida do gênero Aloe, pertencente à família Asphodelaceae.